# Car-Nation

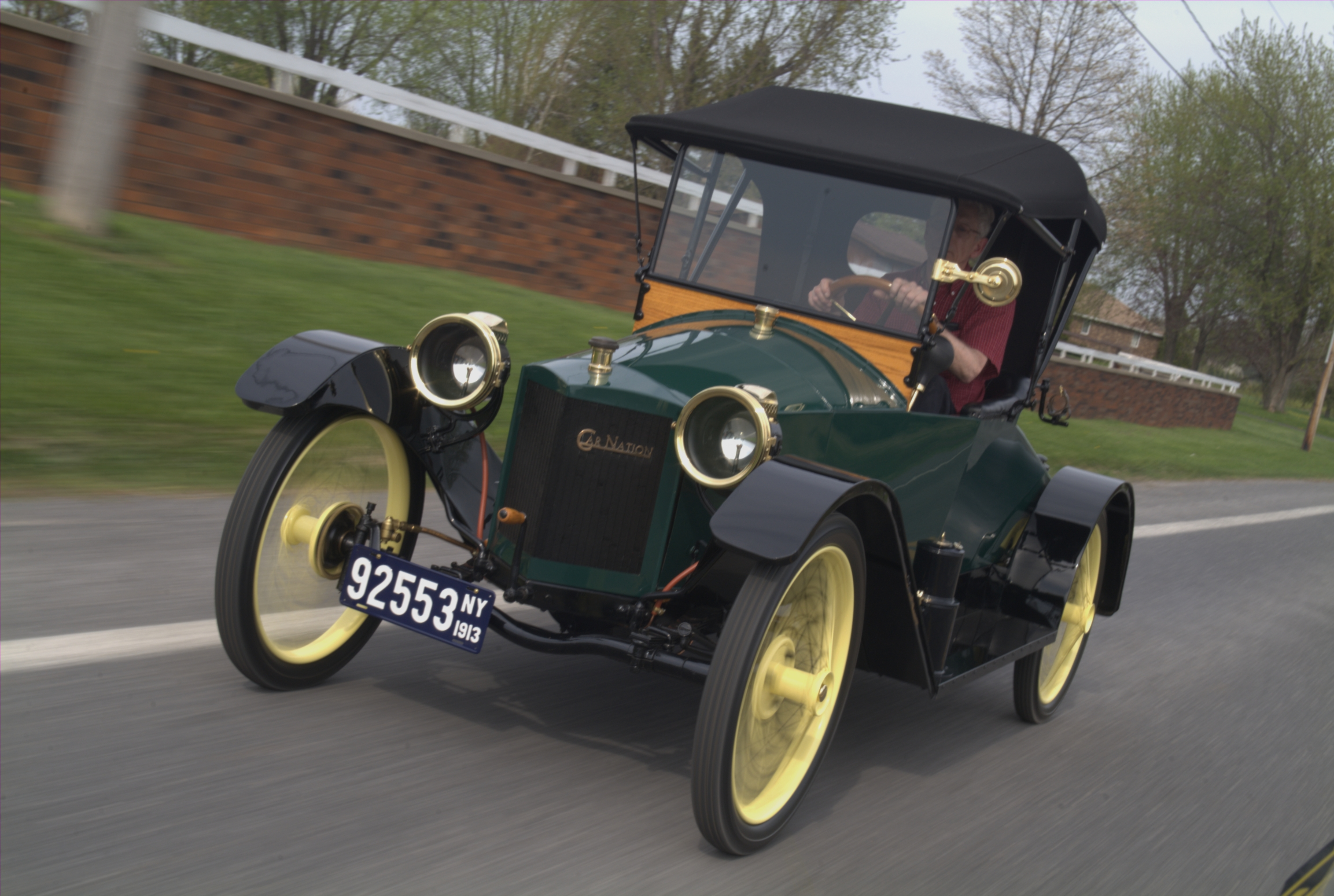
Car-Nation Roadster (1913)

Der Car-Nation – oft auch als Carnation (Wortspiel, dt.: Nelke) – war eine US-amerikanische Automobilmarke, die von 1912 bis 1915 in Detroit (Michigan) von der American Voiturette Company gebaut wurde.

## Beschreibung
Der Car-Nation Roadster war ein Kleinwagen mit 500 kg Leergewicht, der für 495 US-Dollar angeboten wurde. Er hatte einen Vierzylindermotor, Typ Herreshoff 25, und ein Dreiganggetriebe.
Car-Nation baute auch ein größeres Tourenwagenmodell mit vier Sitzplätzen zum Grundpreis von 520 Dollar. Auch ein Tandemsitzer wurde beworben, wobei aber nicht klar ist, ob mehr als einige Prototypen dieses Fahrzeuges entstanden. Zwei Roadster und fünf Tourenwagen sind bis heute erhalten.
1912 verlegte der frühere Manager von Pope-Toledo, Forest Keeton, seine Keeton Towncar Works in eine Fabrik in Wyandotte (Michigan) an das Ufer des Lake Superior und benannte sie in Keeton Motor Company um. Er begann mit dem Bau des ersten aus Frankreich von den großen Renault beeinflussten, luftgekühlten Keeton. Dieser verkaufte sich gut genug, um Keeton 1913 den Bau einer weiteren, billigeren, europäisch beeinflussten Modellreihe unter neuem Namen zu ermöglichen: Car-Nation. Diese Aktivitäten blieben dem Ölmagnaten Charles Schaeffer nicht verborgen und kurz nach der Einführung des neuen Wagens wurden die kurzlebige Car-Nation Motorette Company und die bisherige Keeton Motor Company unter seiner Führung zur American Voiturette Company mit Sitz in Detroit vereinigt.
Die zögerliche Marktaufnahme der unüblichen Spur des Car-Nation mit 1219 mm und Probleme mit den Herreshoff-Motoren sorgten dafür, dass die Gesellschaft 1914 Konkurs anmelden musste. Bei einer öffentlichen Versteigerung des Firmenvermögens im Februar 1915 scheint Forest Keeton die gesamten Reste der Firma, einschließlich 60 Keeton-Fahrzeugen und 350 Car-Nation-Fahrzeugen, sowie Werkzeugen und Tausenden von Teilen gekauft zu haben. Allerdings verlegte er sich dann auf Autoreparaturen und stellte nie wieder ein Automobil her.

## Daten des Car-Nation Roadster (1913)
Motor:

Typ

Herreshoff Gusseisen-Reihenvierzylinder mit seitlich stehenden Ventilen
Hubraum:

2196 cm³
Bohrung × Hub:

85,7 mm × 95,3 mm
Leistung:

18 bhp (13,2 kW.)
Hauptlager:

2 Nickel-Weißmetall
Kraftstoffsystem:

Schwerkraft, Zenith-Steigstromvergaser, Aluminium-Frischgasverteiler
Zündung:

6 Volt, Splitdorf-Magnet
Schmierung:

Spritzöl, Tauchpumpe (Bemerkung: Car-Nation bewarb die Druckumlaufschmierung, aber offensichtlich hatte keines der bekannten Automobile dieses System)
Abgassystem:

Einzelauspuff, Stahl
Getriebe:

Typ

Dreigang-Stirnradgetriebe von Detroit Gear & Machine, Konuskupplung (Bemerkung: Frühe Wagen hatten eine Kupplungsdruckplatte aus Aluminium. Da diese leicht brach, hatten spätere Exemplare eine Kupplungsdruckplatte aus Stahl)
Differential:

Typ

Weston-Mott, halbstarr
Lenkung:

Typ

Schneckenlenkung
Bremsen:

Typ

mit Handhebel
vorne

keine
hinten

1¼” × 10” (254 mm) Trommelbremsen; Außenbandbremse an der Kardanwelle
Fahrgestell und Karosserie:

Bauweise

Separater Rahmen aus 1/8”-U-Eisen, Gemischtbauweise
Form:

2-sitziger Roadster, eine Türe
Layout:

Frontmotor, Hinterradantrieb
Fahrwerk:

vorne

viertelelliptische Blattfedern
hinten

viertelelliptische Blattfedern
Räder und Reifen:

Räder

Demontierbare Drahtspeichenräder von Detroit Stanweld
vorne/rear

30” × 3”
Gewichte:

Radstand

2667 mm
Länge:

3581 mm
Breite:

1448 mm
Höhe:

1626 mm (1854 mm mit Dach)
Spur vorne:

1219 mm
Spur hinten:

1219 mm
Leergewicht:

534 kg
Füllmengen:

Kurbelgehäuse:

3,4 ltr.
Kühlsystem:

9,1 ltr.
Benzintank:

38 ltr.
Getriebe:

3,8 ltr.
Hinterachse:

1,9 ltr.
Referenzleistung:

Literleistung

8,196 bhp / ltr.
Leistungsgewicht:

29,67 kg / bhp
FAHRLEISTUNGEN

Höchstgeschwindigkeit

80 km/h
Benzinverbrauch:

9,4 ltr. / 100 km
Fertigung:

Car-Nation, insgesamt

2000 Exemplare